# Amphipoea rufescens-flavo
Amphipoea rufescens-flavo là một loài bướm đêm trong họ Noctuidae.